# Landsverk L-30
Lo Landsverk L-30 era un carro armato leggero svedese degli anni trenta, denominato dalle forze armate Stridsvagn fm/31.

## Storia

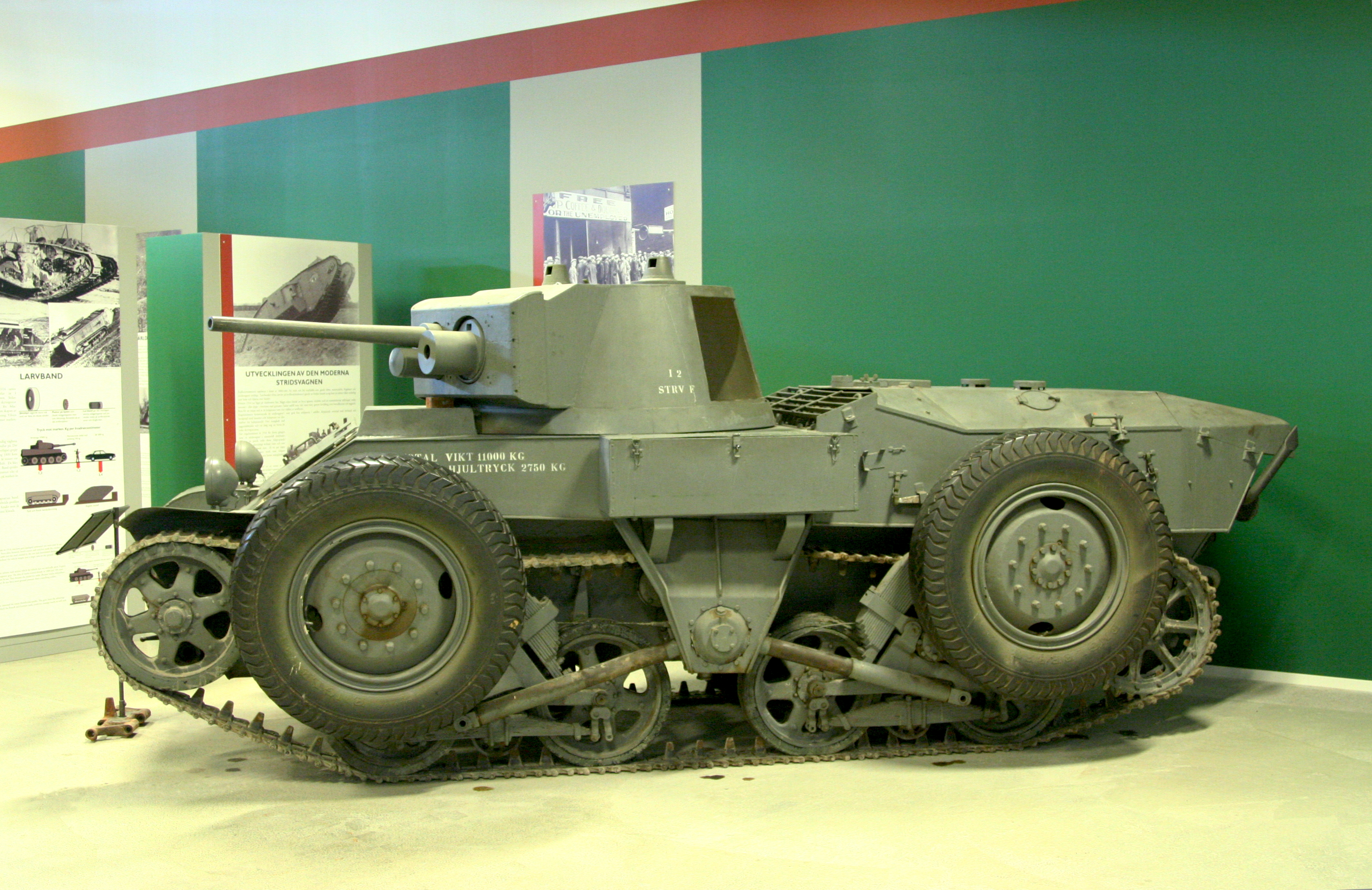
Il L-30 esposto a Strängnäs.

La durata e l'efficienza dei treni di rotolamento e dei cingoli dei primi carri armati lasciavano a desiderare, pertanto, al fine di aumentare la velocità di crociera nelle marce di trasferimento, vennero ampiamente sperimentati negli anni trenta veicoli a doppia trazione, ruotata e cingolata, come ad esempio i rivoluzionari carri Christie.
In Svezia la AB Landsverk sviluppò il carro ruotato/cingolato Landsverk L-30, in parallelo con il più convenzionale Landsverk L-10, con il quale aveva molte componente in comune. Oltre che l'originale configurazione della trazione, il carro presentava caratteristiche molto avanzate per il tempo, come le lamiere saldate e non rivettate e l'apparato radio. Il mezzo fu progettato dall'ingegnere tedesco Joseph Vollmer. Vollmer aveva precedentemente disegnato i primi carri armati tedeschi A7V e in quel momento era co-proprietario della  Deutschen Automobil-Construktionsgesellschaft (DAC). Le clausole del trattato di Versailles vietavano alla Repubblica di Weimar la progettazione e la produzione di carri armati, che quindi dovevano eseguirsi in segreto o all'estero. Proprio per fare questo l'industria meccanica Gutehoffnungshütte di Oberhausen acquisì la svedese AB Landsverk, la quale, nel 1930, riprese i progetti della DAC.
Le forze armate svedesi ordinarono nel 1931 un esemplare di L-30, denominato Stridsvagn fm/31, che fu consegnato solo alla fine del 1935, insieme a tre L-10, che ricevettero la denominazione dell'esercito Stridsvagn m/31. Il L-30 non fu ritenuto soddisfacente, soprattutto per problemi nel complicato sistema di trasmissione doppio, e non seguirono ordini per veicoli di serie. L'unico esemplare è oggi conservato al Museo automobilistico militare svedese di Strängnäs.